# توماس أوستين ميرفي
توماس أوستين ميرفي (بالإنجليزية: Thomas Austin Murphy)‏ هو كاهن كاثوليكي أمريكي، ولد في 11 مايو 1911 في بالتيمور في الولايات المتحدة، وتوفي في 17 نوفمبر 1991.